# Sebastián Driussi
Sebastián Driussi (San Justo, Buenos Aires, 9 de febrero de 1996) es un futbolista argentino que juega como delantero y su equipo actual es el Club Atlético River Plate de la Primera División de Argentina.También fue internacional con la selección de argentina sub-15, sub-17 y sub-20 respectivamente.

## Biografía y trayectoria
Sebastián Driussi nació el 9 de febrero de 1996 en San Justo, provincia de Buenos Aires. En sus principios como futbolista infantil, jugó en el club barrial Villa Alida de San Justo mostrando grandes capacidades a su tan corta edad. Luego jugó en el Brisas del Sud de Mataderos, Nueva Chicago y después en Parques Chas. Finalmente recaló en el Club Atlético River Plate.

### River Plate
Llegó a River Plate en 2005, club en donde se destacó en las divisiones inferiores. En 2007, con 11 años, consiguió un acuerdo para cobrar cuarenta mil dólares antes de tener un contrato profesional. En mayo de 2013, junto con un combinado sub-17 de River Plate, disputó el Mundial de Clubes Sub-17 de ese mismo año. Culminaría siendo el goleador de dicho torneo, además de ganarle la final al Atlético Madrid con su propio gol con el que se consagró campeón. A partir de allí se lo conocería como «seba» dado que a su corta edad se presentaba como un futbolista de carrera promisoria dentro de la cantera del club de Nuñez.
El 4 de agosto de 2013 jugó por primera vez en la Reserva, en un partido disputado ante Gimnasia y Esgrima La Plata que finalizó 0-0. El 1 de diciembre del mismo año hizo su debut profesional en la 18.ª fecha del Torneo Inicial 2013 frente a Argentinos Juniors en la victoria de su equipo por 1-0. También sería titular en la última fecha frente a Quilmes. Su primer partido con el nuevo director técnico Marcelo Gallardo fue el 27 de julio de 2014 frente a Ferro por los octavos de final de la Copa Argentina 2013-14, jugando como volante por derecha. Comenzó el Torneo Transición 2014 frente a Gimnasia y Esgrima (LP) haciendo dupla delantera con Lucas Boyé. Varios partidos después marcaría su primer gol oficial frente a Libertad de Paraguay en la ida de los octavos de final de la Copa Sudamericana 2014, en lo que sería victoria 1-3 como visitante, además de obtener el pase a la siguiente fase. Luego se consagraría campeón de dicha competición, tras diecisiéte años sin títulos internacionales.
En el Campeonato de Primera División 2015 comenzaría como titular. Finalizaría el torneo marcando cuatro goles en total: a Unión de Santa Fe, a Banfield, a Colón y a Nueva Chicago. También disputaría minutos en la final de la Copa Libertadores 2015 donde se consagraría campeón. Días más tarde sería titular frente a Gamba Osaka por la Copa Suruga Bank 2015, donde sumaría un nuevo título. También disputaría la Copa Mundial de Clubes de la FIFA 2015 frente al F.C. Barcelona, ingresando por Tabaré Viudez a los once del complemento. Sin embargo, el millonario quedaría subcampeón tras ser superado por 3-0.
En el primer semestre de 2016 no conseguiría marcar goles en ninguna competencia, pero en el segundo semestre explotaría su nivel; anotaría su primer tanto por la vuelta de la Recopa Sudamericana 2016 a Independiente Santa Fe, abriendo el marcador para que luego el partido finalizara 2-1 a favor de los Millonarios y consiguiendo el título internacional. Tres días más tarde, el 28 de agosto, le convertiría a Banfield en la primera fecha del Campeonato de Primera División 2016-17 el cual terminaría 4-1 a favor de River. Luego, marcaría un doblete por la fecha cuatro a Defensa y Justicia en un empate 3-3. También conseguiría otro doblete en el siguiente partido del campeonato frente a Vélez Sarsfield, con victoria por 3-0 en El Monumental.
En el partido siguiente siguiente marcaría en la derrota frente a Patronato por 2-1. Luego marcaría por la Copa Argentina 2015-16 frente a Unión de Santa Fe, marcando de cabeza el 1-0 para un resultado final de 3-0 y consiguiendo el pase a semifinales. Tres días más tarde, anotaría en el empate ante Arsenal por 2-2. Casi un mes después, el 27 de noviembre, marcaría el único gol en la victoria frente a Huracán por la undécima fecha del campeonato. Al siguiente partido, el 1 de diciembre, abriría el marcador frente a Gimnasia (LP) por las semifinales de la Copa Argentina 2016, con un resultado de 2-0 consiguiendo el pase a la gran final. Por el campeonato, no conseguiría anotar frente a Independiente pero sí en la siguiente fecha, frente a Boca Juniors, empatando así el superclásico en El Monumental pero que acabaría con resultado a favor de los xeneizes por 4-2. Luego jugaría la final de la Copa Argentina 2015-16 frente a Rosario Central, donde no conseguiría marcar en los 90 minutos pero se consagraría campeón en una épica victoria millonaria 4-3. Anotaría su último gol del 2016 frente a Olimpo, de penal, en una victoria por 2-1 en la decimocuarta fecha del campeonato. Su primer gol no oficial en 2017 sería en un amistoso de verano frente a Boca Juniors, marcando de penal el 1-0. Más tarde, el partido finalizaría con victoria por 2-0. El 4 de febrero disputaría la Supercopa Argentina ante Lanús, donde jugaría los noventa minutos pero no conseguiría marcar. Sin embargo, el club millonario quedaría subcampeón tras ser goleado por el granate 3-0.
Su primer gol oficial sería ante Independiente Medellín, por la primera fecha de la fase de grupos de la Copa Conmebol Libertadores 2017 marcando el 2-0 parcial. Luego, por el campeonato local, anotaría frente a Belgrano de Córdoba el primer tanto del partido.
Varias fechas más tarde comenzaría su trayecto hacia el objetivo de ser el goleador del campeonato, marcándole de forma consecutiva en las fechas 20,21,23 y 24 (La 22 fue postergada) a Tigre, Sarmiento, Temperley y Boca, en la histórica victoria del millonario en la cancha del eterno rival por 1-3.
Su último gol en River lo convirtió por el Campeonato de Primera División 2016-2017 frente a San Lorenzo de Almagro en el Nuevo Gasómetro empatando el partido 1-1 que finalmente lo terminaron ganando los Cuervos por 2-1.Su paso fue muy recordado por la gran dupla que mantuvo 
Con el otro delantero Riverplatense Lucas Alario

### Zenit de San Petersburgo
El 8 de julio de 2017 se confirmó su venta al Zenit de la Liga Premier de Rusia, por 20 000 000 US$, de los cuales el 75% le queda limpio a River Plate y así se convierte en la segunda venta más cara de la historia del Millonario.
En su primer encuentro oficial y de titular, le convirtió un doblete al FC Rubin Kazán que sirvió para darle la victoria al Zenit por 2-1.

### Rumores de vuelta a River y traspaso al Austin FC
A principios del 2021, hubo rumores de su vuelta a River Plate. Sin embargo, esto no se pudo llevar a cabo por decisión del equipo ruso, que declaró no poder prescindir del futbolista tras la lesión del delantero titular, Malcom. El jueves 29 de julio firmó su contrato con el club Austin FC de la MLS por tres años y medio.

### Regreso a River Plate
Después de los rumores de 2021, Driussi volvió al cuadro millonario un 20 de enero del 2025, firmando un contrato por 4 años con el club dirigido por Marcelo Gallardo.
Volvió a ser dirigido por el "Muñeco" tras 7 años y medios de haber pasado por diversos clubes en el extranjero.

## Selección nacional

### Categorías juveniles
En 2011 formó parte de la selección argentina sub-15, disputando el Campeonato Sudamericano Sub-15 de 2011 en Uruguay, logrando el tercer puesto. En 2013 se consagraría campeón del Campeonato Sudamericano Sub-17 con la selección argentina sub-17 siendo el goleador del equipo y mejor jugador del campeonato.
Unos meses después disputó la Copa Mundial Sub-17, donde su equipo llegaría hasta las semifinales luego de caer frente a México por 3-0. Luego en el partido por el tercer lugar caería frente a Suecia por 4-1. El 6 de enero de 2015, Humberto Grondona, director técnico del seleccionado argentino sub-20, entregó una lista con los 32 futbolistas en la cual fue convocado Sebastián Driussi que ya había sido convocado por Grondona en la sub-17 y además fue goleador en el Sudamericano de esa categoría. Comenzó a entrenar a partir del lunes 14 de diciembre de 2014 de cara al campeonato sudamericano sub-20 de la categoría que se disputó a partir de enero en Uruguay. El 10 de enero a muy poco del comienzo del Sudamericano Sub-20, Humberto Grondona dio la lista de los 23 convocados en la que Driussi se encontraba y de los 7 futbolista de River Plate que se encontraban en la primera lista 6 quedaron en la lista final que viajarían a Uruguay. El 7 de febrero de 2015 se corona campeón del Sudamericano Sub-20.
El 6 de marzo de 2015, el entrenador del seleccionado sub-20, Humberto Grondona, lo incluyó en la preselección de cara a la Copa Mundial Sub-20 que se llevaría a cabo en Nueva Zelanda. Los entrenamientos y amistosos comenzarían a fines de marzo y seguirían todo abril, hasta que la lista final de jugadores que viajarán al mundial sea anunciada los primeros días de mayo. El 13 de mayo de 2015, Humberto Grondona, confirmó la lista de 21 futbolistas que representarán a la Selección Sub-20 en el Mundial de Nueva Zelanda en la cual se encontraba Sebastián Driussi.
El plantel viajó el lunes 18 de mayo hacia Tahití, donde disputaría dos amistosos ante la selección local, y el 25 de mayo llegó a Wellington para debutar el 30 de mayo ante Panamá.
Debido a un síndrome meningeo quedó desafectado de la convocatoria para disputar el Mundial sub-20 con la selección y estuvo de baja cerca de un mes. Su lugar lo ocupó, el también jugador de River Plate, Leandro Vega.
Detalles de todos los partidos internacionales con juveniles
| \| N.º \| Fecha \| Estadio \| Local \| Resultado \| Visitante \| Goles \| Asist. \| Competición \| \| ----- \| ---------- \| ------------------------------------------------------- \| --------- \| --------- \| --------- \| ----- \| ------ \| ------------------- \| \| 1 \| 19-11-2011 \| Estadio Municipal Parque Liebig's, Fray Bentos, Uruguay \| Argentina \| 3-2 \| Chile \| \| \| Sudamericano Sub-15 \| \| 2 \| 21-11-2011 \| Estadio Municipal Parque Liebig's, Fray Bentos, Uruguay \| Argentina \| 2-0 \| Venezuela \| \| \| Sudamericano Sub-15 \| \| 3 \| 23-11-2011 \| Estadio Municipal Parque Liebig's, Fray Bentos, Uruguay \| Argentina \| 0-0 \| Ecuador \| \| \| Sudamericano Sub-15 \| \| 4 \| 25-11-2011 \| Estadio Municipal Parque Liebig's, Fray Bentos, Uruguay \| Uruguay \| 4-0 \| Argentina \| \| \| Sudamericano Sub-15 \| \| 5 \| 28-11-2011 \| Estadio Juan Antonio Lavalleja, Trinidad, Uruguay \| Brasil \| 4-2 \| Argentina \| \| \| Sudamericano Sub-15 \| \| 6 \| 01-12-2011 \| Estadio Juan Antonio Lavalleja, Trinidad, Uruguay \| Uruguay \| 0-1 \| Argentina \| \| \| Sudamericano Sub-15 \| \| 7 \| 04-12-2011 \| Estadio Juan Antonio Lavalleja, Trinidad, Uruguay \| Argentina \| 2-3 \| Colombia \| \| \| Sudamericano Sub-15 \| \| Total \| \| Presencias \| 7 \| \| Goles \| 2 \| 0 \| \| |            |                                                         |           |           |           |       |        |                     |
| N.º | Fecha      | Estadio                                                 | Local     | Resultado | Visitante | Goles | Asist. | Competición         |
| 1 | 19-11-2011 | Estadio Municipal Parque Liebig's, Fray Bentos, Uruguay | Argentina | 3-2       | Chile     |       |        | Sudamericano Sub-15 |
| 2 | 21-11-2011 | Estadio Municipal Parque Liebig's, Fray Bentos, Uruguay | Argentina | 2-0       | Venezuela |       |        | Sudamericano Sub-15 |
| 3 | 23-11-2011 | Estadio Municipal Parque Liebig's, Fray Bentos, Uruguay | Argentina | 0-0       | Ecuador   |       |        | Sudamericano Sub-15 |
| 4 | 25-11-2011 | Estadio Municipal Parque Liebig's, Fray Bentos, Uruguay | Uruguay   | 4-0       | Argentina |       |        | Sudamericano Sub-15 |
| 5 | 28-11-2011 | Estadio Juan Antonio Lavalleja, Trinidad, Uruguay       | Brasil    | 4-2       | Argentina |       |        | Sudamericano Sub-15 |
| 6 | 01-12-2011 | Estadio Juan Antonio Lavalleja, Trinidad, Uruguay       | Uruguay   | 0-1       | Argentina |       |        | Sudamericano Sub-15 |
| 7 | 04-12-2011 | Estadio Juan Antonio Lavalleja, Trinidad, Uruguay       | Argentina | 2-3       | Colombia  |       |        | Sudamericano Sub-15 |
| Total |            | Presencias                                              | 7         |           | Goles     | 2     | 0      |                     |

| \| N.º \| Fecha \| Estadio \| Local \| Resultado \| Visitante \| Goles \| Asist. \| Competición \| \| ----- \| ---------- \| ---------------------------------------------------- \| --------- \| --------- \| --------------- \| ----- \| ------ \| ------------------- \| \| 1 \| 02-04-2013 \| Juan Gilberto Funes, San Luis, Argentina \| Argentina \| 0-2 \| Ecuador \| \| \| Sudamericano Sub-17 \| \| 2 \| 04-04-2013 \| Juan Gilberto Funes, San Luis, Argentina \| Argentina \| 1-3 \| Paraguay \| \| \| Sudamericano Sub-17 \| \| 3 \| 06-04-2013 \| Juan Gilberto Funes, San Luis, Argentina \| Argentina \| 3-0 \| Venezuela \| \| \| Sudamericano Sub-17 \| \| 5 \| 14-04-2013 \| Juan Gilberto Funes, San Luis, Argentina \| Argentina \| 2-0 \| Perú \| \| \| Sudamericano Sub-17 \| \| 6 \| 17-04-2013 \| Juan Gilberto Funes, San Luis, Argentina \| Argentina \| 3-3 \| Uruguay \| \| \| Sudamericano Sub-17 \| \| 7 \| 21-04-2013 \| Juan Gilberto Funes, San Luis, Argentina \| Brasil \| 0-0 \| Argentina \| \| \| Sudamericano Sub-17 \| \| 8 \| 24-04-2013 \| Juan Gilberto Funes, San Luis, Argentina \| Paraguay \| 1-3 \| Argentina \| \| \| Sudamericano Sub-17 \| \| 9 \| 28-04-2013 \| Juan Gilberto Funes, San Luis, Argentina \| Argentina \| 2-2 \| Venezuela \| \| \| Sudamericano Sub-17 \| \| 10 \| 19-10-2013 \| Estadio Al-Rashid, Dubái, Emiratos Árabes Unidos \| Irán \| 1-1 \| Argentina \| \| \| Copa Mundial Sub-17 \| \| 11 \| 22-10-2013 \| Estadio Al-Rashid, Dubái, Emiratos Árabes Unidos \| Argentina \| 3-2 \| Austria \| \| \| Copa Mundial Sub-17 \| \| 12 \| 25-10-2013 \| Estadio Al-Rashid, Dubái, Emiratos Árabes Unidos \| Argentina \| 3-0 \| Canadá \| \| \| Copa Mundial Sub-17 \| \| 13 \| 29-10-2013 \| Estadio Al-Rashid, Dubái, Emiratos Árabes Unidos \| Argentina \| 3-1 \| Túnez \| \| \| Copa Mundial Sub-17 \| \| 14 \| 02-11-2013 \| Estadio Al-Sharjah, Dubái, Emiratos Árabes Unidos \| Argentina \| 2-1 \| Costa de Marfil \| \| \| Copa Mundial Sub-17 \| \| 15 \| 05-11-2013 \| Mohammed bin Zayed, Abu Dabi, Emiratos Árabes Unidos \| Argentina \| 0-3 \| México \| \| \| Copa Mundial Sub-17 \| \| 16 \| 08-11-2013 \| Mohammed bin Zayed, Abu Dabi, Emiratos Árabes Unidos \| Suecia \| 4-1 \| Argentina \| \| \| Copa Mundial Sub-17 \| \| Total \| \| Presencias \| 16 \| \| Goles \| 7 \| 1 \| \| |            |                                                      |           |           |                 |       |        |                     |
| N.º | Fecha      | Estadio                                              | Local     | Resultado | Visitante       | Goles | Asist. | Competición         |
| 1 | 02-04-2013 | Juan Gilberto Funes, San Luis, Argentina             | Argentina | 0-2       | Ecuador         |       |        | Sudamericano Sub-17 |
| 2 | 04-04-2013 | Juan Gilberto Funes, San Luis, Argentina             | Argentina | 1-3       | Paraguay        |       |        | Sudamericano Sub-17 |
| 3 | 06-04-2013 | Juan Gilberto Funes, San Luis, Argentina             | Argentina | 3-0       | Venezuela       |       |        | Sudamericano Sub-17 |
| 5 | 14-04-2013 | Juan Gilberto Funes, San Luis, Argentina             | Argentina | 2-0       | Perú            |       |        | Sudamericano Sub-17 |
| 6 | 17-04-2013 | Juan Gilberto Funes, San Luis, Argentina             | Argentina | 3-3       | Uruguay         |       |        | Sudamericano Sub-17 |
| 7 | 21-04-2013 | Juan Gilberto Funes, San Luis, Argentina             | Brasil    | 0-0       | Argentina       |       |        | Sudamericano Sub-17 |
| 8 | 24-04-2013 | Juan Gilberto Funes, San Luis, Argentina             | Paraguay  | 1-3       | Argentina       |       |        | Sudamericano Sub-17 |
| 9 | 28-04-2013 | Juan Gilberto Funes, San Luis, Argentina             | Argentina | 2-2       | Venezuela       |       |        | Sudamericano Sub-17 |
| 10 | 19-10-2013 | Estadio Al-Rashid, Dubái, Emiratos Árabes Unidos     | Irán      | 1-1       | Argentina       |       |        | Copa Mundial Sub-17 |
| 11 | 22-10-2013 | Estadio Al-Rashid, Dubái, Emiratos Árabes Unidos     | Argentina | 3-2       | Austria         |       |        | Copa Mundial Sub-17 |
| 12 | 25-10-2013 | Estadio Al-Rashid, Dubái, Emiratos Árabes Unidos     | Argentina | 3-0       | Canadá          |       |        | Copa Mundial Sub-17 |
| 13 | 29-10-2013 | Estadio Al-Rashid, Dubái, Emiratos Árabes Unidos     | Argentina | 3-1       | Túnez           |       |        | Copa Mundial Sub-17 |
| 14 | 02-11-2013 | Estadio Al-Sharjah, Dubái, Emiratos Árabes Unidos    | Argentina | 2-1       | Costa de Marfil |       |        | Copa Mundial Sub-17 |
| 15 | 05-11-2013 | Mohammed bin Zayed, Abu Dabi, Emiratos Árabes Unidos | Argentina | 0-3       | México          |       |        | Copa Mundial Sub-17 |
| 16 | 08-11-2013 | Mohammed bin Zayed, Abu Dabi, Emiratos Árabes Unidos | Suecia    | 4-1       | Argentina       |       |        | Copa Mundial Sub-17 |
| Total |            | Presencias                                           | 16        |           | Goles           | 7     | 1      |                     |

| \| N.º \| Fecha \| Estadio \| Local \| Resultado \| Visitante \| Goles \| Asist. \| \| \| ----- \| ---------- \| ------------------------------------------ \| --------- \| --------- \| --------- \| ----- \| ------ \| ------------------- \| \| 1 \| 14-01-2015 \| Profesor Alberto Suppici, Colonia, Uruguay \| Argentina \| 5-2 \| Ecuador \| \| \| Sudamericano Sub-20 \| \| 2 \| 16-01-2015 \| Profesor Alberto Suppici, Colonia, Uruguay \| Argentina \| 0-1 \| Paraguay \| \| \| Sudamericano Sub-20 \| \| 3 \| 18-01-2015 \| Profesor Alberto Suppici, Colonia, Uruguay \| Argentina \| 6-2 \| Perú \| \| \| Sudamericano Sub-20 \| \| 4 \| 22-01-2015 \| Profesor Alberto Suppici, Colonia, Uruguay \| Argentina \| 3-0 \| Bolivia \| \| \| Sudamericano Sub-20 \| \| 5 \| 29-01-2015 \| Gran Parque Central, Montevideo, Uruguay \| Argentina \| 1-1 \| Colombia \| \| \| Sudamericano Sub-20 \| \| 6 \| 01-02-2015 \| Gran Parque Central, Montevideo, Uruguay \| Argentina \| 2-0 \| Brasil \| \| \| Sudamericano Sub-20 \| \| 7 \| 04-02-2015 \| Centenario, Montevideo, Uruguay \| Argentina \| 3-0 \| Paraguay \| \| \| Sudamericano Sub-20 \| \| 8 \| 07-02-2015 \| Centenario, Montevideo, Uruguay \| Uruguay \| 1-2 \| Argentina \| \| \| Sudamericano Sub-20 \| \| Total \| \| Presencias \| 8 \| \| Goles \| 1 \| 1 \| \| |            |                                            |           |           |           |       |        |                     |
| N.º | Fecha      | Estadio                                    | Local     | Resultado | Visitante | Goles | Asist. |                     |
| 1 | 14-01-2015 | Profesor Alberto Suppici, Colonia, Uruguay | Argentina | 5-2       | Ecuador   |       |        | Sudamericano Sub-20 |
| 2 | 16-01-2015 | Profesor Alberto Suppici, Colonia, Uruguay | Argentina | 0-1       | Paraguay  |       |        | Sudamericano Sub-20 |
| 3 | 18-01-2015 | Profesor Alberto Suppici, Colonia, Uruguay | Argentina | 6-2       | Perú      |       |        | Sudamericano Sub-20 |
| 4 | 22-01-2015 | Profesor Alberto Suppici, Colonia, Uruguay | Argentina | 3-0       | Bolivia   |       |        | Sudamericano Sub-20 |
| 5 | 29-01-2015 | Gran Parque Central, Montevideo, Uruguay   | Argentina | 1-1       | Colombia  |       |        | Sudamericano Sub-20 |
| 6 | 01-02-2015 | Gran Parque Central, Montevideo, Uruguay   | Argentina | 2-0       | Brasil    |       |        | Sudamericano Sub-20 |
| 7 | 04-02-2015 | Centenario, Montevideo, Uruguay            | Argentina | 3-0       | Paraguay  |       |        | Sudamericano Sub-20 |
| 8 | 07-02-2015 | Centenario, Montevideo, Uruguay            | Uruguay   | 1-2       | Argentina |       |        | Sudamericano Sub-20 |
| Total |            | Presencias                                 | 8         |           | Goles     | 1     | 1      |                     |

Participaciones internacionales con juveniles

| Torneo                   | Sede    | Resultado    | Partidos | Goles |
| ------------------------ | ------- | ------------ | -------- | ----- |
| Sudamericano Sub-15 2011 | Uruguay | Tercer lugar | 7        | 2     |

| Torneo                   | Sede      | Resultado     | Partidos | Goles |
| ------------------------ | --------- | ------------- | -------- | ----- |
| Sudamericano Sub-17 2013 | Argentina | Campeón       | 8        | 5     |
| Copa Mundial Sub-17 2013 | EAU       | Cuarto puesto | 7        | 2     |

| Torneo                   | Sede    | Resultado | Partidos | Goles |
| ------------------------ | ------- | --------- | -------- | ----- |
| Sudamericano Sub-20 2015 | Uruguay | Campeón   | 8        | 1     |

## Estadísticas

### Clubes
Actualizado hasta su último partido disputado el 27 de mayo de 2025.
| Club                             | Div.          | Temporada     | Liga  | Liga  | Liga   | Copas nacionales | Copas nacionales | Copas nacionales | Torneos internacionales | Torneos internacionales | Torneos internacionales | Total | Total | Total  |
| Club                             | Div.          | Temporada     | Part. | Goles | Asist. | Part.            | Goles            | Asist.           | Part.                   | Goles                   | Asist.                  | Part. | Goles | Asist. |
| -------------------------------- | ------------- | ------------- | ----- | ----- | ------ | ---------------- | ---------------- | ---------------- | ----------------------- | ----------------------- | ----------------------- | ----- | ----- | ------ |
| C. A. River Plate Argentina      | 1.ª           | 2013          | 2     | 0     | 0      | —                | —                | —                | —                       | —                       | —                       | 2     | 0     | 0      |
| C. A. River Plate Argentina      | 1.ª           | 2014          | 10    | 0     | 0      | 3                | 0                | 0                | 5                       | 1                       | 0                       | 18    | 1     | 0      |
| C. A. River Plate Argentina      | 1.ª           | 2015          | 18    | 4     | 3      | 1                | 0                | 0                | 10                      | 0                       | 1                       | 29    | 4     | 4      |
| C. A. River Plate Argentina      | 1.ª           | 2016          | 22    | 10    | 1      | —                | —                | —                | 6                       | 1                       | 0                       | 28    | 11    | 1      |
| C. A. River Plate Argentina      | 1.ª           | 2017          | 15    | 6     | 4      | 7                | 2                | 2                | 7                       | 3                       | 0                       | 29    | 11    | 6      |
| C. A. River Plate Argentina      | 1.ª           | 2025          | 16    | 5     | 1      | 1                | 0                | 0                | 8                       | 4                       | 0                       | 25    | 9     | 1      |
| C. A. River Plate Argentina      | Total club    | Total club    | 83    | 25    | 9      | 12               | 2                | 2                | 39                      | 9                       | 1                       | 134   | 36    | 12     |
| Zenit de San Petersburgo · Rusia | 1.ª           | 2017-18       | 27    | 5     | 6      | 1                | 0                | 0                | 12                      | 1                       | 0                       | 40    | 6     | 6      |
| Zenit de San Petersburgo · Rusia | 1.ª           | 2018-19       | 27    | 11    | 7      | 1                | 1                | 0                | 14                      | 1                       | 3                       | 42    | 13    | 10     |
| Zenit de San Petersburgo · Rusia | 1.ª           | 2019-20       | 25    | 4     | 2      | 3                | 0                | 0                | 5                       | 0                       | 0                       | 33    | 4     | 2      |
| Zenit de San Petersburgo · Rusia | 1.ª           | 2020-21       | 16    | 1     | 3      | 1                | 0                | 1                | 5                       | 1                       | 0                       | 22    | 2     | 4      |
| Zenit de San Petersburgo · Rusia | 1.ª           | 2021-22       | —     | —     | —      | 1                | 0                | 0                | —                       | —                       | —                       | 1     | 0     | 0      |
| Zenit de San Petersburgo · Rusia | Total club    | Total club    | 95    | 21    | 18     | 7                | 1                | 1                | 36                      | 3                       | 3                       | 138   | 25    | 22     |
| Austin F. C. Estados Unidos      | 1.ª           | 2021          | 17    | 5     | 3      | —                | —                | —                | —                       | —                       | —                       | 17    | 5     | 3      |
| Austin F. C. Estados Unidos      | 1.ª           | 2022          | 37    | 25    | 5      | 1                | 0                | 1                | —                       | —                       | —                       | 38    | 25    | 6      |
| Austin F. C. Estados Unidos      | 1.ª           | 2023          | 28    | 11    | 4      | —                | —                | —                | 2                       | 2                       | 0                       | 30    | 13    | 4      |
| Austin F. C. Estados Unidos      | 1.ª           | 2024          | 27    | 7     | 3      | —                | —                | —                | 3                       | 1                       | 1                       | 30    | 8     | 4      |
| Austin F. C. Estados Unidos      | Total club    | Total club    | 109   | 48    | 15     | 1                | 0                | 1                | 5                       | 3                       | 1                       | 115   | 51    | 17     |
| Total carrera                    | Total carrera | Total carrera | 287   | 94    | 42     | 20               | 3                | 4                | 76                      | 15                      | 5                       | 387   | 112   | 51     |
| 1. 2. 3.                         |               |               |       |       |        |                  |                  |                  |                         |                         |                         |       |       |        |

### Selección
- Actualizado hasta el 7 de febrero de 2015.

| Selección            | Año                  | Amistosos | Amistosos | Amistosos | Eliminatorias | Eliminatorias | Eliminatorias | Mundial | Mundial | Mundial | Sudamericano | Sudamericano | Sudamericano | Total | Total | Total |
| Selección            | Año                  | PJ        | G         | A         | PJ            | G             | A             | PJ      | G       | A       | PJ           | G            | A            | PJ    | G     | A     |
| -------------------- | -------------------- | --------- | --------- | --------- | ------------- | ------------- | ------------- | ------- | ------- | ------- | ------------ | ------------ | ------------ | ----- | ----- | ----- |
| Sub-15 Argentina     | 2011                 | 0         | 0         | 0         | -             | -             | -             | -       | -       | -       | 7            | 2            | 0            | 7     | 2     | 0     |
| Sub-15 Argentina     | Total                | 0         | 0         | 0         | -             | -             | -             | -       | -       | -       | 7            | 2            | 0            | 7     | 2     | 0     |
| Sub-17 Argentina     | 2013                 | 0         | 0         | 0         | -             | -             | -             | 7       | 2       | 1       | 8            | 5            | 0            | 15    | 7     | 0     |
| Sub-17 Argentina     | Total                | 0         | 0         | 0         | -             | -             | -             | 7       | 2       | 1       | 8            | 5            | 0            | 15    | 7     | 0     |
| Sub-20 Argentina     | 2015                 | 0         | 0         | 0         | -             | -             | -             | -       | -       | -       | 8            | 1            | 1            | 8     | 1     | 1     |
| Sub-20 Argentina     | Total                | 0         | 0         | 0         | -             | -             | -             | -       | -       | -       | 8            | 1            | 1            | 8     | 1     | 1     |
| Total en selecciones | Total en selecciones | 0         | 0         | 0         | -             | -             | -             | 7       | 2       | 1       | 23           | 8            | 1            | 30    | 10    | 2     |

## Palmarés

### Campeonatos nacionales
| Título             | Equipo                   | País      | Año     |
| ------------------ | ------------------------ | --------- | ------- |
| Primera División   | C. A. River Plate        | Argentina | F-2014  |
| Copa Campeonato    | C. A. River Plate        | Argentina | 2014    |
| Copa Argentina     | C. A. River Plate        | Argentina | 2015-16 |
| Liga Premier       | Zenit de San Petersburgo | Rusia     | 2018-19 |
| Liga Premier       | Zenit de San Petersburgo | Rusia     | 2019-20 |
| Copa de Rusia      | Zenit de San Petersburgo | Rusia     | 2019-20 |
| Supercopa de Rusia | Zenit de San Petersburgo | Rusia     | 2020    |
| Liga Premier       | Zenit de San Petersburgo | Rusia     | 2020-21 |
| Supercopa de Rusia | Zenit de San Petersburgo | Rusia     | 2021    |

### Campeonatos internacionales
| Título              | Equipo (*)                    | Sede         | Año  |
| ------------------- | ----------------------------- | ------------ | ---- |
| Sudamericano Sub-17 | Selección de Argentina sub-17 | La Punta     | 2013 |
| Copa Sudamericana   | C. A. River Plate             | Buenos Aires | 2014 |
| Sudamericano Sub-20 | Selección de Argentina sub-20 | Montevideo   | 2015 |
| Copa Libertadores   | C. A. River Plate             | Buenos Aires | 2015 |
| Copa Suruga Bank    | C. A. River Plate             | Suita        | 2015 |
| Recopa Sudamericana | C. A. River Plate             | Buenos Aires | 2016 |

(*) Incluyendo la selección.

### Distinciones individuales
| Distinción                                                                               | Año  |
| ---------------------------------------------------------------------------------------- | ---- |
| Mejor jugador del Campeonato Sudamericano Sub-17                                         | 2013 |
| Goleador del Mundial de Clubes Sub-17                                                    | 2013 |
| Parte de los 50 mejores futbolistas sub-18 del mundo según medio Goal.com                | 2014 |
| Parte de los 50 mejores futbolistas sub-20 del mundo según medio La Gazzetta dello Sport | 2016 |
| Premio Alumni a Jugador revelación en fútbol juvenil.                                    | 2016 |
| Jugador del mes de abril y de julio en la MLS                                            | 2022 |
| Mejor gol de la fecha 22 de la MLS                                                       | 2022 |
| Equipo Ideal de la MLS                                                                   | 2022 |